# Сванберг, Адольф Фердинанд

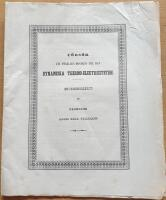

Адольф Фердинанд Сванберг (швед. Adolf Ferdinand Svanberg; 23 октября 1806, Стокгольм — 27 сентября 1857, там же) — шведский математик, физик, педагог, профессор Уппсальского университета. Член Шведской королевской академии наук.

## Биография
Сын математика и астронома Онса Сванберга. Брат химика и минералога Ларса Фредерика Сванберга (1805—1878).
Окончил Уппсальский университет, в 1826 году стал кандидатом философии, в 1827 году получил звание магистра философии. В 1828 году назначен доцентом математики, в 1835 году — преподавателем механики и математики в Высшей артиллерийской академии в Мариберге. С 1841 года — профессор физики и механики в Уппсале. В 1851 году после представления магистерской программы «Försök att forklara orsaken till den dynamiska thermo-electriciteten» (Упсала, 1851) получил степень магистра философии. Был профессором физики и механики в Упсале и членом Шведской королевской академии наук.
В 1840, 1846 и 1847 годах совершал научные поездки за границу. В 1855 году ушёл в отставку после инсульта и кровоизлияния в мозг.
Из его трудов по математике слёдует отметить: «Om interpolation af hypergeometrisca serier» («Vetensk. Acad. Handl.», 1828), «Om integration af differentialequationer af 2 dra ordningen» (ib., 1833), «De integralibus definitis disquisitiones» («Soc. scient. Upsal. Nov. act.», X, 1832), «Ohservations sur la transformation des intégrales multiples» (ib., XIII, 1847), «Sur quelques intégrales définies» («Crell’s Journ.», XVIII, 1838). По механике и физике: «Om fluiders rörelse» («Vetensk. Acad. Handl.», 1839), «Om uppmäthing af ledningsmotständet för elektriska strömmar och om en galvanisk differential-thermometer» (ib., 1849), «Om bestämmande af en galvanometertråds motstånd för elektriska strömmar» (ib.), «Om de harmoniska tonerna och klangen hos stränginstrumenter» (ib.), "Att finna absoluta antalet af gifna toners vibrationer (ib., 1849), «Sur le mouvement des fluides» (Crell’s «Journal»; XXIV, 1842), «Expériences sur le pouvoir thérmo-électrique du bismuth et de l’antimoine crystallisés» («Comptes rendus», XXXI, 1850).